# 川道美枝子
川道 美枝子（かわみち みえこ、1947年 - ）は、日本の動物学者。関西野生生物研究所共同代表。

## 略歴
北海道函館市生まれ。北海道大学理学部生物学科卒、同大学院単位取得退学、1994年「エゾシマリスにおける冬眠の生態」で京都大学博士号取得。2002年関西野生生物研究所設立。野生生物の研究調査を実施、ブナ林の生物など在来種について著述がある。

### 特定外来生物の対策
2005年から特定外来生物アライグマ対策に従事し、京都府舞鶴市、亀岡市など幾つかの地方自治体との協力でアライグマ個体数の削減に成功している。特に社寺につけられたアライグマの爪痕で地域への侵入状態を把握。文化財の外来生物からの保護活動にも携わる。

## 著作
- 『シマリスの冬ごし作戦 北国の森に生きる』竹井秀男 (絵)、文研出版〈文研科学の読み物〉、1987年。
- 『きたのもりのシマリスくん』金尾恵子 (え)、福音館書店、2003年。

### 共編著
- 『森のシマリス』森信也 (共著)、岩崎書店〈カラー版自然と科学〉、1983年。
- 「夫婦二人三脚の研究三昧」高橋真理子 (共著)、『科学朝日』第48巻第8号、朝日新聞社、1988年8月、64-67頁、8-9頁。
- 『けものウォッチング』川道武男 (共編著)、京都新聞社、1991年。
- 『森の新聞 ツバメの街』須川恒 (共著)、フレーベル館、1998年。
- 『森をつくったのはだれ?』合地信生、山崎猛 (共著)、大日本図書〈科学で環境探検〉、1999年。
- 『移入・外来・侵入種 生物多様性を脅かすもの』岩槻邦男、堂本暁子共編、築地書館、2001年。